# Wilanów

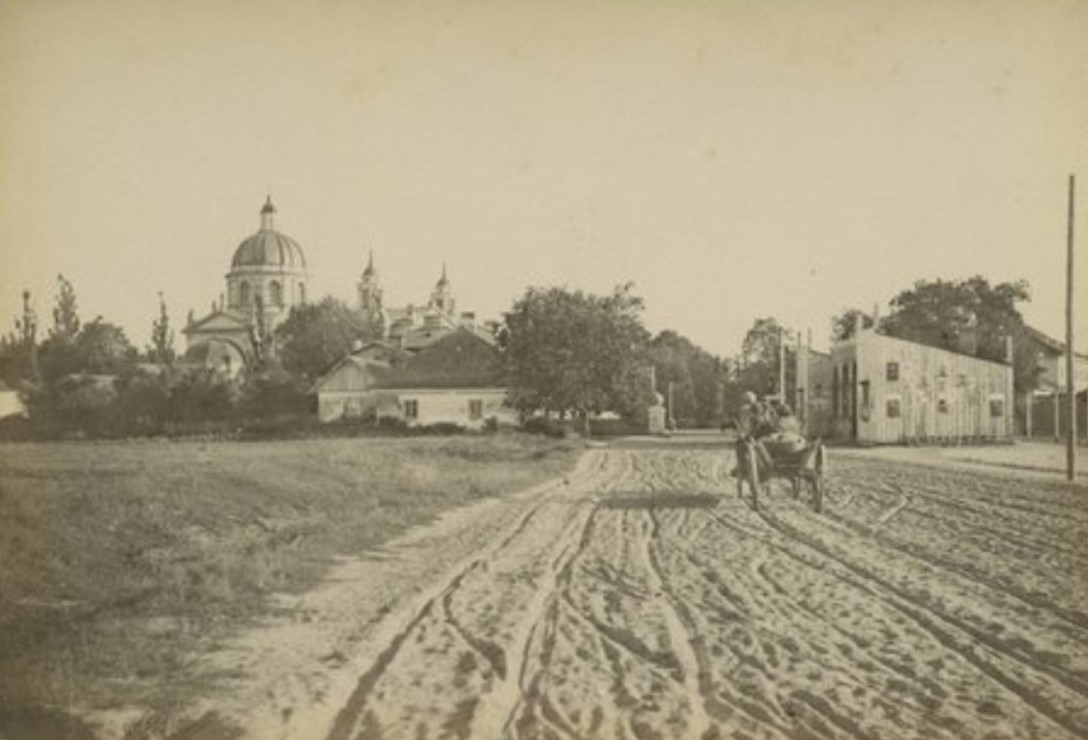
Wilanów ok. 1890

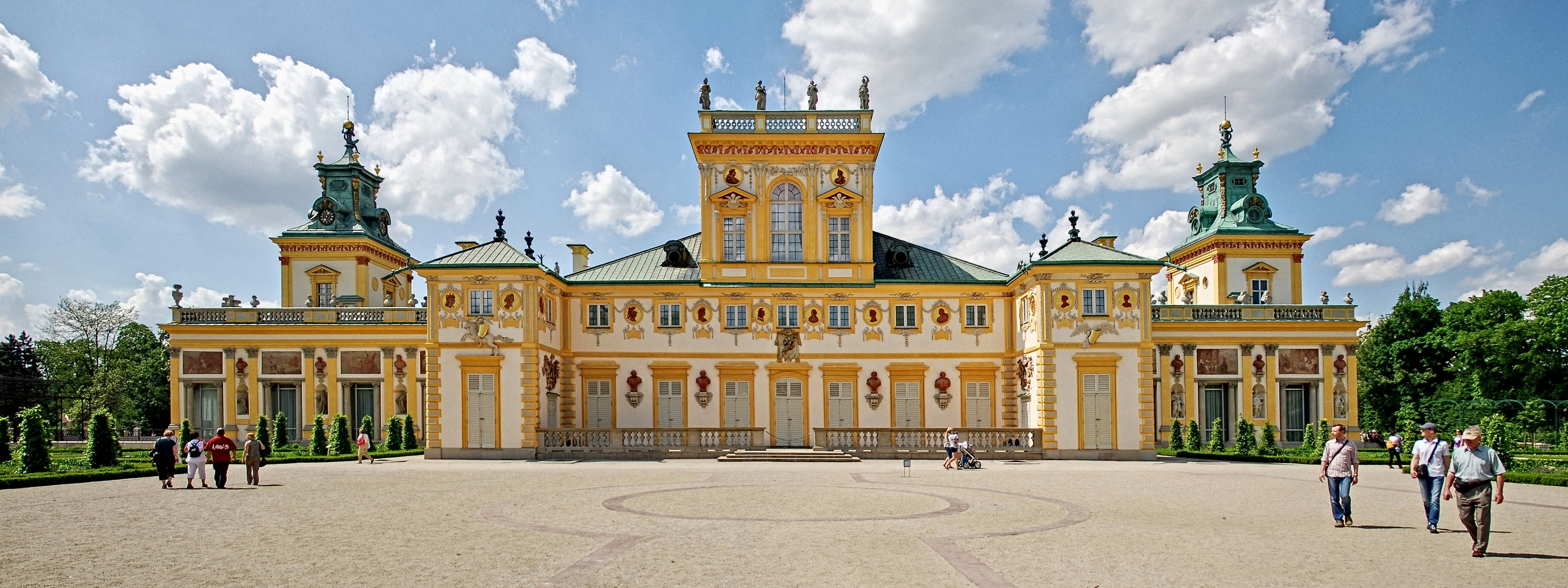
Pałac w Wilanowie od strony ogrodu

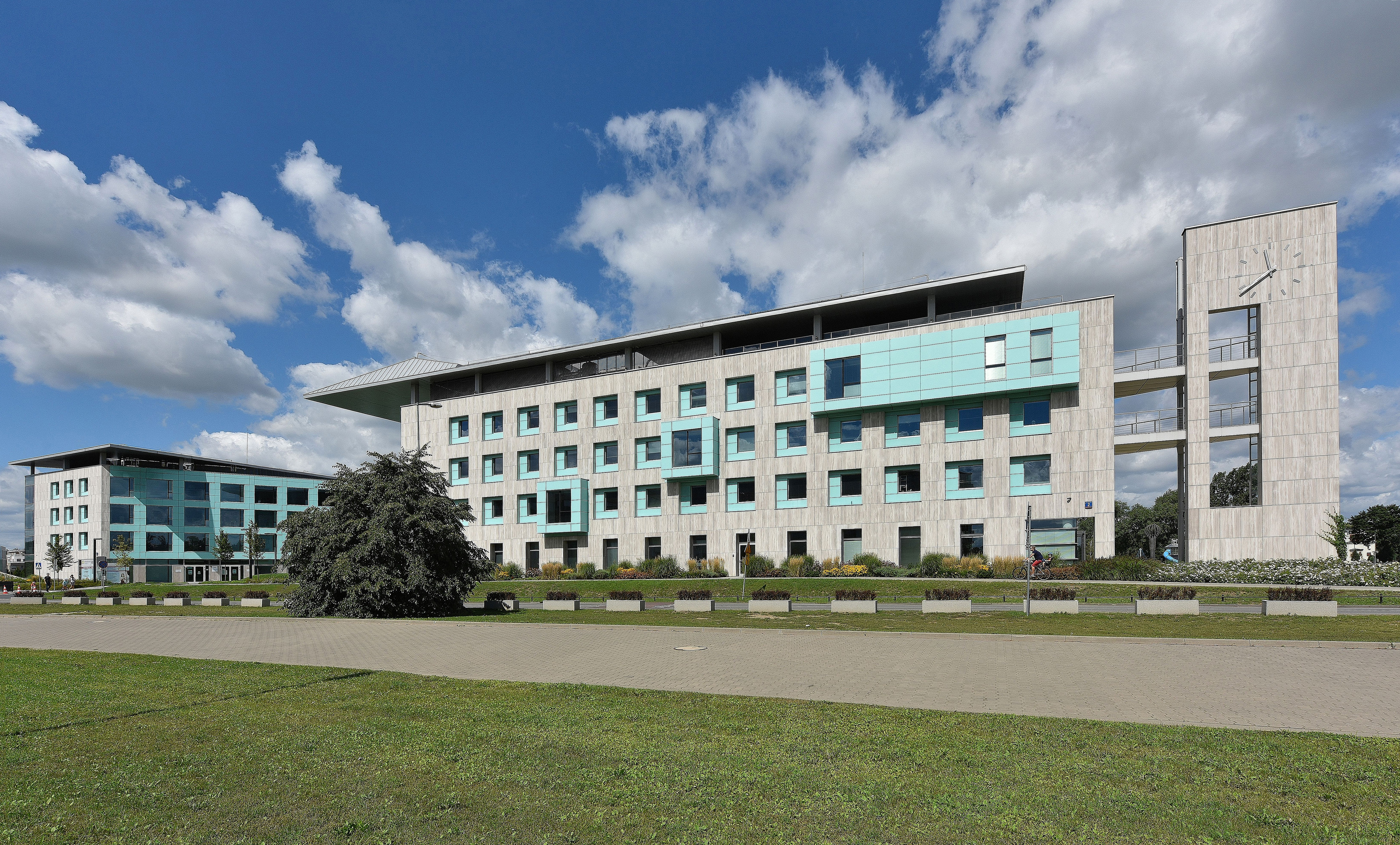
Siedziba Urzędu Dzielnicy Wilanów

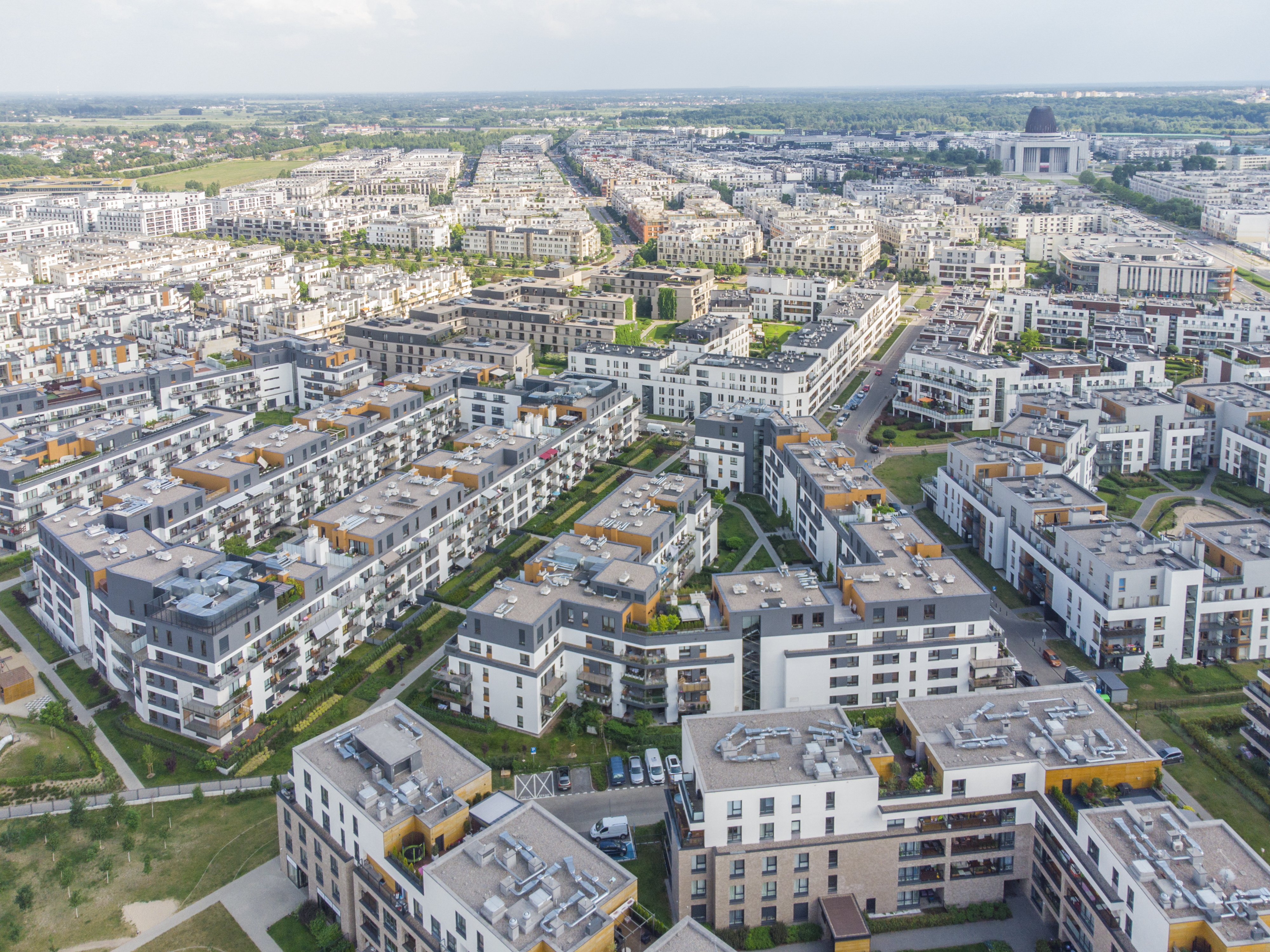
Miasteczko Wilanów

Wilanów – dzielnica Warszawy położona w lewobrzeżnej części miasta. Jest jedną z 18 jednostek pomocniczych m.st. Warszawy.
Do 1951 miejscowość była siedzibą gminy wiejskiej Wilanów.

## Informacje ogólne
Podział według miejskiego systemu informacji
Według Systemu MSI Wilanów dzieli się na osiem obszarów:
- Wilanów Wysoki
- Wilanów Niski
- Wilanów Królewski
- Błonia Wilanowskie
- Powsinek
- Zawady
- Kępa Zawadowska
- Powsin

Wilanów graniczy:
- od zachodu z dzielnicą Ursynów
- od północy z dzielnicą Mokotów
- od wschodu (przez Wisłę) z dzielnicą Wawer
- od południa z gminą Konstancin-Jeziorna, powiat piaseczyński

## Historia
Wilanów był jedną z najstarszych osad w okolicach Warszawy. Do drugiej połowy XVII w. używano nazwy Milanów. Wieś Milanowo do 1338 roku była własnością opactwa benedyktynów w Płocku. W 1338 roku stał się własnością księcia czerskiego i sochaczewskiego Trojdena. Kolejni właściciele Milanowa to między innymi: Milanowscy, Leszczyńscy, Krzyccy.
Wieś szlachecka Milianowo w 1580 roku znajdowała się w powiecie warszawskim ziemi warszawskiej województwa mazowieckiego. Na terenie Wilanowa występowało także osadnictwo olęderskie.
Pierwotnie nazwa brzmiała Milanowo lub Milanów. Pojawia się ona kilkukrotnie w średniowiecznych zapiskach jako: Mylynow (1350), Milonowo (1377), Milonów (1422), Milonowo (1426). Pochodzi ona od nazwy osobowej Milon lub Milan, wywodzącej się prawdopodobnie z imion złożonych typu Miłosław, Miłobrat. Obecna forma powstała najprawdopodobniej poprzez spolszczenie zlatynizowanej nazwy rezydencji Villa Nova, po jej powstaniu w XVII wieku.
W 1677 roku dwór w Milanowie został odkupiony przez Jana III Sobieskiego (za pośrednictwem Marka Matczyńskiego). W 1720 roku teren wraz z pałacem kupiła Elżbieta Helena Sieniawska. W latach 1730–1733 Wilanów dzierżawił August II Mocny. Następnie dobra wilanowskie przechodziły przez ręce rodów Czartoryskich, Lubomirskich oraz Potockich. W 1892 roku, zgodnie z testamentem Aleksandry z Potockich dobra zostały przekazane hrabiemu Ksaweremu Branickiemu. Wilanów pozostawał w posiadaniu Branickich od 1892 roku do końca II wojny światowej.
W 1937 roku wybudowano jednotorową trasę tramwajową z Sadyby do Wilanowa. 15 maja tego samego roku uruchomiono podmiejską linię tramwajową do Wilanowa oznaczoną literą „W”
Podczas okupacji niemieckiej na terenie Wilanowa Niemcy utworzyli dwa obozy pracy dla ludności żydowskiej oraz oddział roboczy jeńców radzieckich – filię obozu w Beniaminowie.
W 1945 roku zespół pałacowo-ogrodowy Wilanowa przeszedł na własność państwa, stając się oddziałem Muzeum Narodowego w Warszawie, który od 1995 roku jest samodzielną instytucją jako Muzeum Pałacu Króla Jana III w Wilanowie (do września 2013 działające pod nazwą Muzeum Pałac w Wilanowie).
W 2005 przy ul. Sytej uruchomiono Oczyszczalnię Ścieków „Południe“, do której przesyłane są ścieki z południowej części lewobrzeżnej Warszawy.
W październiku 2024 roku oddano do użytku nową linię tramwajową od ul. Spacerowej na Mokotowie do Miasteczka Wilanów.

## Rada Dzielnicy
| Ugrupowanie                                   | Kadencja 2002–2006 | Kadencja 2006–2010 | Kadencja 2010–2014 | Kadencja 2014–2018 | Kadencja 2018–2024 | Kadencja 2024–2029 |
| --------------------------------------------- | ------------------ | ------------------ | ------------------ | ------------------ | ------------------ | ------------------ |
| Sojusz Lewicy Demokratycznej                  | 2                  | 1 (LiD)            | –                  | –                  | –                  | 2                  |
| Prawo i Sprawiedliwość                        | 3                  | 4                  | 3                  | 3                  | 2                  | 2                  |
| Nasz Wilanów                                  | 2                  | –                  | –                  | –                  | –                  | –                  |
| Jutro Wilanowa i Powsina                      | 1                  | –                  | –                  | –                  | –                  | –                  |
| Platforma Obywatelska                         | 4                  | 8                  | 7                  | 11                 | 13                 | 17                 |
| Wilanów Zielony                               | 1                  | –                  | –                  | –                  | –                  | –                  |
| Wilanów Niski                                 | 1                  | –                  | –                  | –                  | –                  | –                  |
| Nasze Osiedle                                 | 1                  | –                  | –                  | –                  | –                  | –                  |
| Wilanów Wysoki i Domki                        | –                  | 1                  | –                  | –                  | –                  | –                  |
| Przyszłość Wilanowa                           | –                  | 1                  | –                  | –                  | –                  | –                  |
| Niezależny Wilanów Wysoki i Niski             | –                  | –                  | 2                  | –                  | –                  | –                  |
| Stowarzyszenie Mieszkańców Miasteczka Wilanów | –                  | –                  | 2                  | 7                  | 5                  | –                  |
| Warszawska Wspólnota Samorządowa              | –                  | –                  | 1                  | –                  | –                  | –                  |
| Pozytywny Wilanów                             | –                  | –                  | –                  | –                  | 1                  | –                  |